# Турген (река)
Турген (также Тургень, каз. Түрген) — один из левых притоков реки Или. Протекает в Енбекшиказахском районе Алматинской области.
Длина реки достигает 90 км, площадь водосбора составляет 905 км², среднегодовой расход воды в русле в среднем течении — 7,0 метров в секунду. Ныне в полноводные годы впадает в Капчагайское водохранилище. В маловодные теряется в собственном конусе выноса.

## Название
Название реки имеет монгольское происхождение и означает «быстрая» (монг. Түргэн).

## География
Исток находится к северо-западу от горы Саз в горах Заилийского Алатау на склонах северного Тянь-Шаня. В бассейне реки имеется от 12 до 17 ледников. Крупнейшие из них: № 227, 228, 230, 231, Горного института, Гляциологов. Известна своими водопадами и живописным ущельем, которое расположено недалеко от Алматы. По этой причине долина Тургеня привлекает большое количество отдыхающих и туристов. На высоте 1230 м расположено лесничество Батан. Чистая и холодная вода реки наполняет бассейны местного форелевого хозяйства, используется для орошения. Долина реки селеопасна: мощные сели наблюдались здесь в 1947 и 1961 годах. В половодье размывает мосты.
П. П. Тянь-Шанский писал о реке Тургень следующее: 

«На Тургень мы попали в том месте, где эта река выходила из горной долины на подгорье, в котором она промыла себе глубокую ложбину. Ложе её было засыпано валунами порфира и сиенита, течение быстро и шумно, волны её пенились, перескакивая через подводные скалы; на реке было много заваленных валунами наносных островов».
В долине реки расположено крупное многолюдное село Тургень с населением свыше 12 тыс. чел (2010), а также другие более мелкие населённые пункты (Каракемер, Акши). Долина реки является одним из известнейших в Казахстане районов виноградарства и виноделия. В длине реки имеется и страусиная ферма.

## Фотогалерея

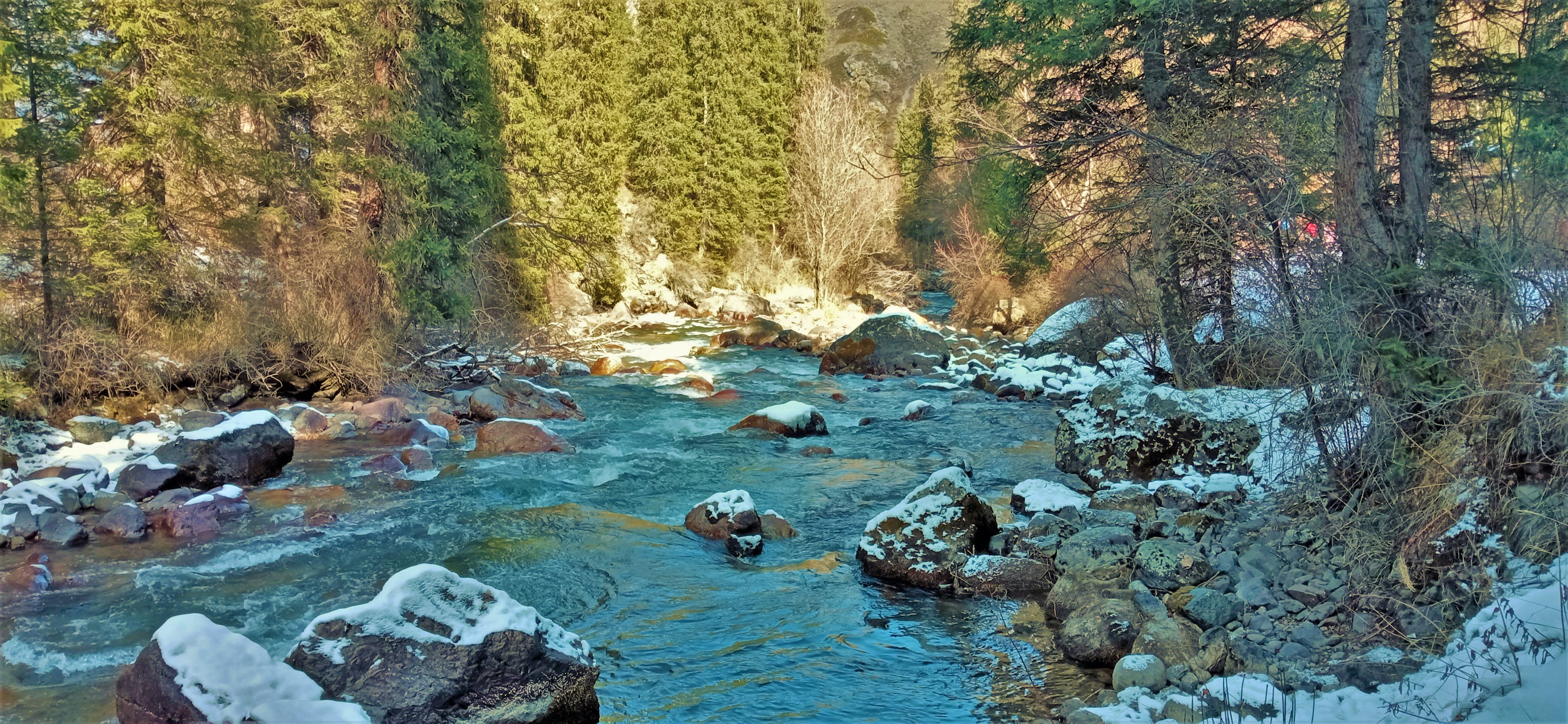
р.Тургень-Тургеньское ущелье
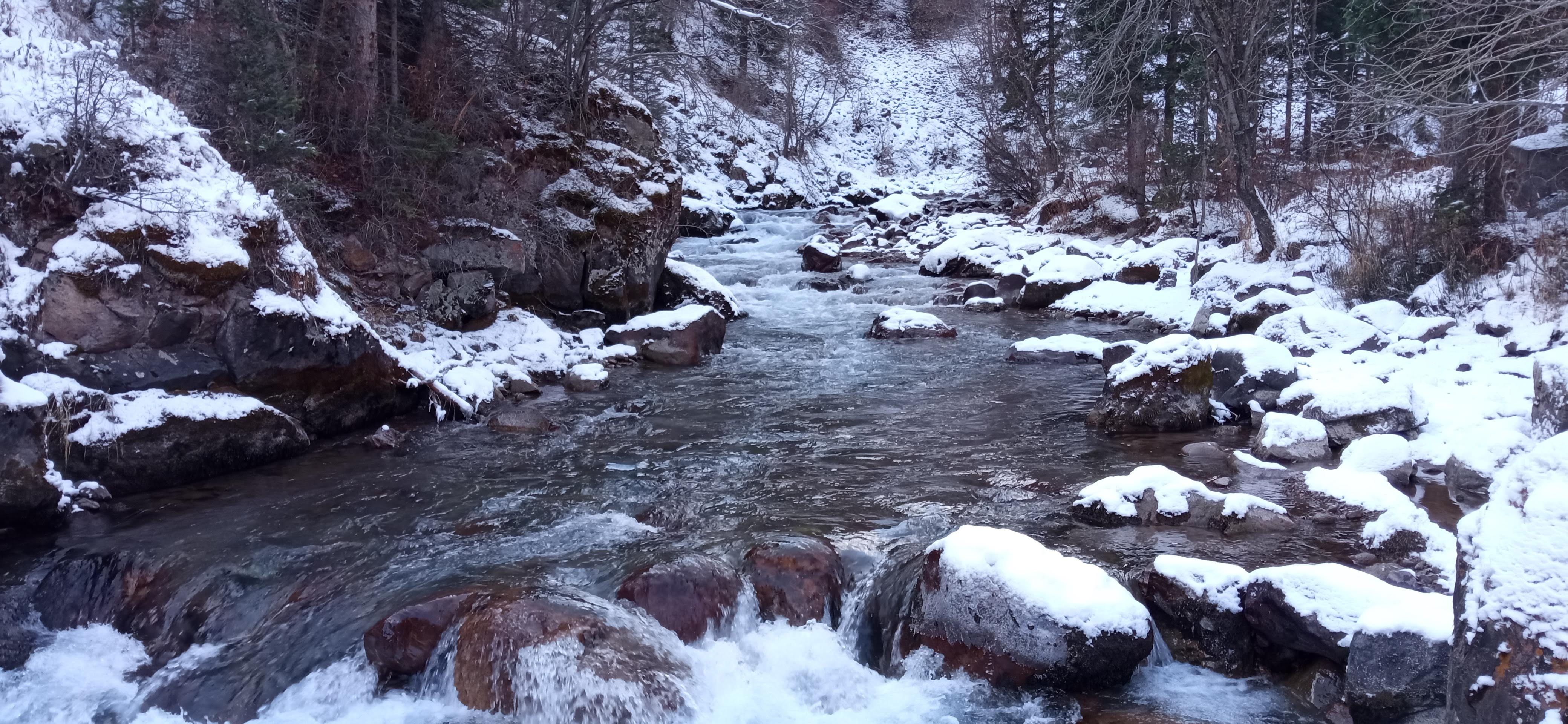
р.Тургень зимой
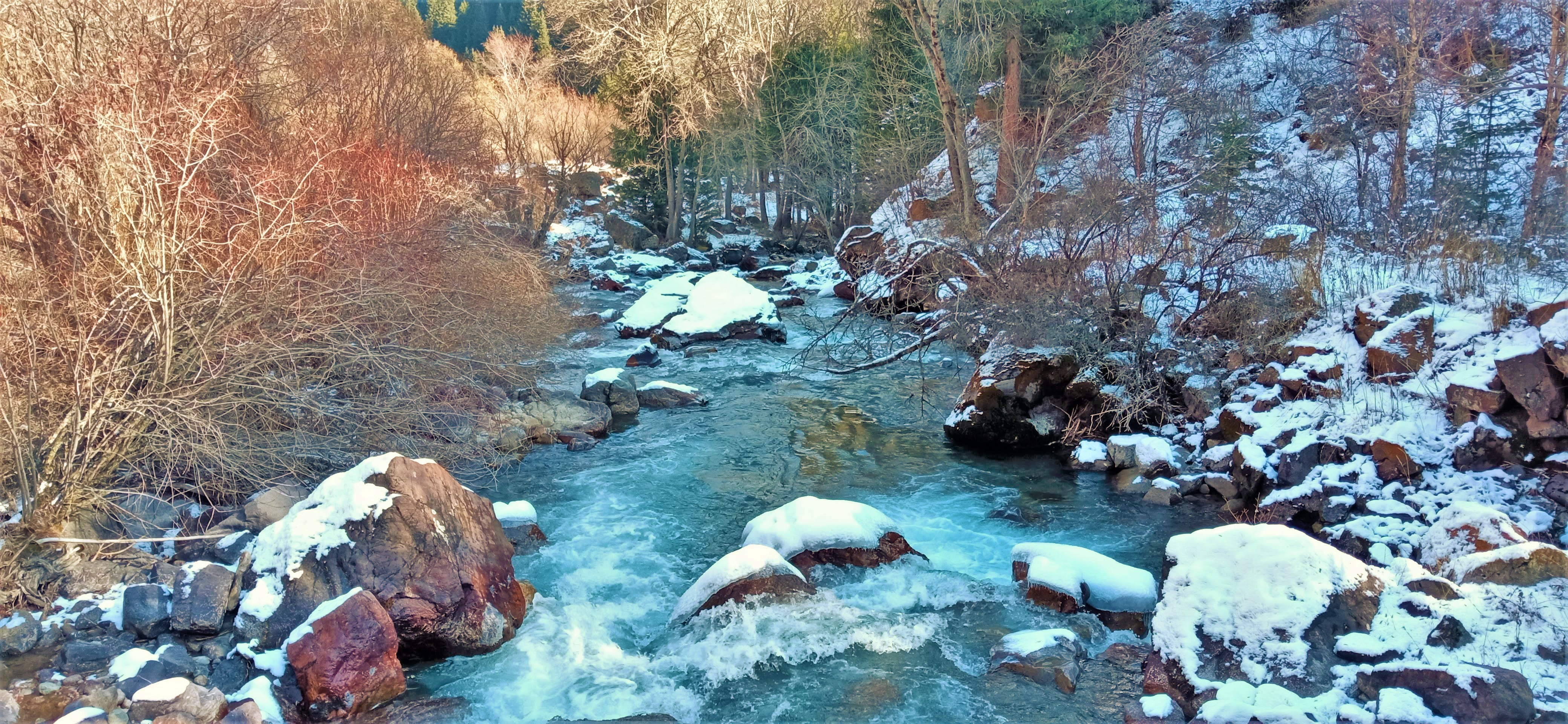
река Тургень
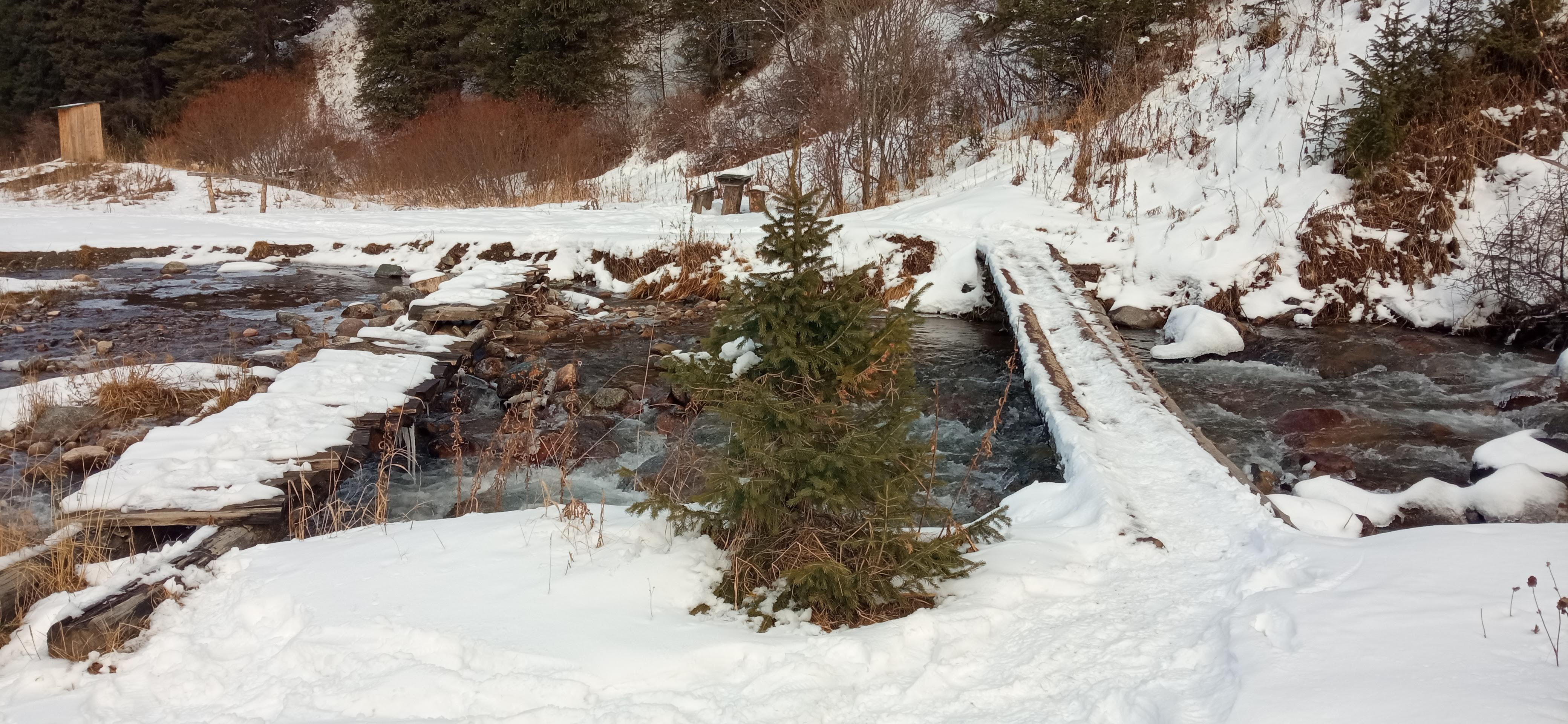
Мостик через реку Тургень
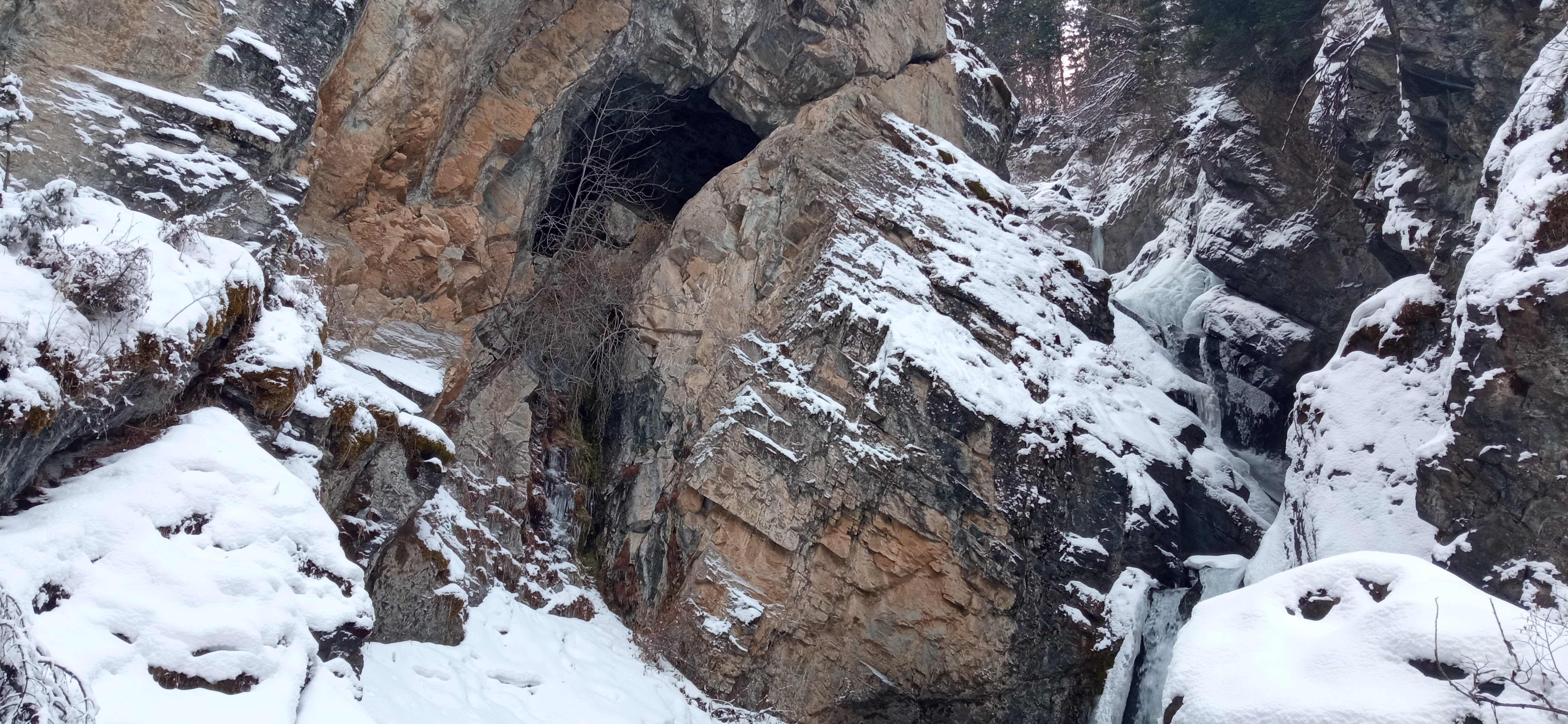
Водопад на реке Тургень
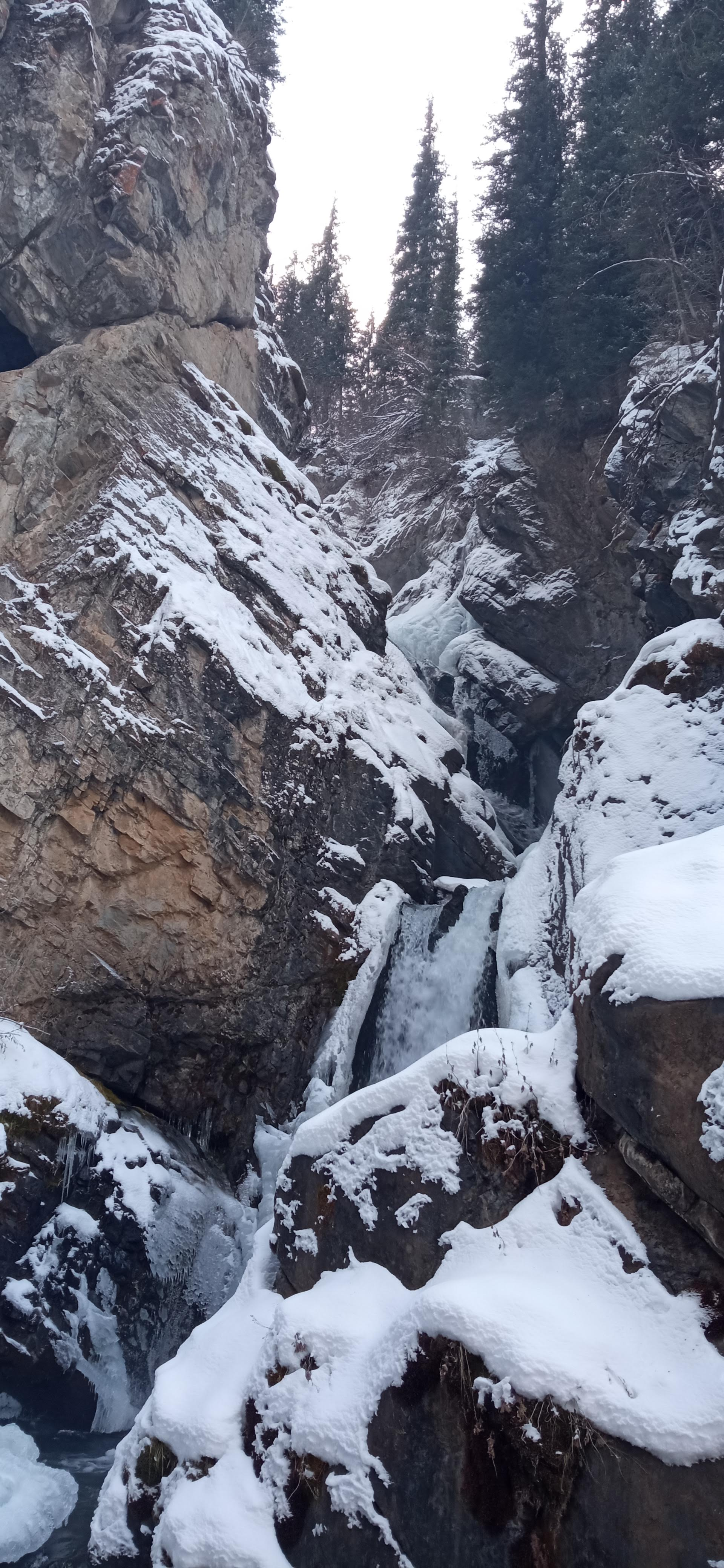
Водопад Кайрак на р.Тургень